# O Gaúcho
O Gaúcho é um romance escrito por José de Alencar, tendo sido publicado pela primeira vez no ano de 1870.

## Enredo
Romance romântico histórico e regionalista. Manuel Canho perdeu cedo seu pai, João Canho, grande domador de cavalos, assassinado por um uruguaio (Barreda). Depois se incompatibilizou com o padrasto, o negociante Loureiro, que foi o causador involuntário da morte do pai e se casou logo em seguida com a viúva (Francisca), com quem teve uma filha (Jacintinha). Manuel tornou-se um homem arredio que prefere a companhia de seus cavalos à dos humanos. Afinal, “se o homem é o rei da criação, o cavalo serve-lhe de trono”. A jovem Catita, filha de Maria dos Prazeres e do Lucas Fernandes, apaixona-se por ele mas só consegue conquistá-lo quando dá prova de seu desvelo pelos animais. O enredo tem por pano de fundo a Revolução Farroupilha (década de 1830), da qual Manuel participa como homem de confiança de seu padrinho, Bento Gonçalves. Félix, que também ama Catita, enciumado, torna-se inimigo mortal de Manuel, chega a bandear-se para o outro lado, dos legalistas (os “caramurus”), e num embate entre os dois rivais, Manuel desfigura o rosto de Félix. Nada define melhor o gaúcho do que o estribilho da cantiga que Manuel entoava ao som da viola: “Livre, ao relento / Pobre, sem luxo / N’asa do vento / Vive o gaúcho.” 
O mascate chileno Romero, que, aproveitando uma ausência de Manuel, seduz Catita, impede que o romance tenha o final feliz esperado. No final, em meio à “maior cólera da natureza”, o pampeiro, “o ciclone que surge das regiões plutônicas como o gigante para escalar o céu”, Manuel, montado no cavalo com a arrependida Catita na garupa, lança-se ao precipício, provocando o protesto do crítico literário L. Guimarães Júnior, que no folhetim do Diário do Rio de Janeiro de 22 de janeiro de 1871 escreve: "Não compreendo o motivo por que Manuel Canho, o homem que preferia o cavalo a tudo neste mundo, o invencível atleta dos Pampas [...] como pôde esse homem, esse gaúcho, esse tufão humanizado, atirar-se ao abismo, sustendo na garupa de um animal a amante que lhe foi falsa, e desprezando o resto dos seus parelheiros, dos seus briosos companheiros quadrúpedes que vinham no encalço?".

## Adaptações

### Cinema
Foi adaptado duas vezes para o cinema. A primeira adaptação foi lançada em 1920, com o título de "Coração de Gaúcho", dirigido por Luiz de Barros e protagonizado por Álvaro Fonseca, Antônia Denegri e Manoel F. de Araújo, ainda na era do cinema mudo. A segunda foi lançada anos depois, em 1957, com o título de "Paixão de Gaúcho", dirigido por Walter George Durst e estrelado por Alberto Ruschel, Victor Merinow e Carmen Jóia. 